# Merops (König von Milet)
Merops (altgriechisch Μέροψ) ist in der griechischen Mythologie ein sagenhafter König von Milet, und zwar entweder der ionischen oder der kretischen Stadt des Namens und Vater des Pandareos.